# دانشگاه تیلور
دانشگاه تیلور یک دانشگاه خصوصی، بین فرقه ای و مسیحی انجیلی در آپلند، ایندیانا است. این دانشگاه در سال ۱۸۴۶ تأسیس شد و یکی از قدیمی‌ترین دانشگاه‌های مسیحی انجیلی در ایالات متحده است. این دانشگاه به نام اسقف ویلیام تیلور (۱۸۲۱–۱۹۰۲) نامگذاری شده‌است. این دانشگاه در زمینی به مساحت ۹۵۰ جریب فرنگی (۳٫۸ کیلومتر مربع) بنا شده‌است. محوطه دانشگاه در سمت جنوبی آپلند قرار گرفته‌است.
در آگوست ۲۰۲۱، مایکل لیندسی به عنوان رئیس دانشگاه معرفی شد.

## تاریخچه
در سال ۱۸۴۶، دانشگاه تیلور در ابتدا به عنوان کالج زنان فورت وین در فورت وین، ایندیانا تأسیس شد. در اولین سال، حدود ۱۰۰ زن با پرداخت ۲۲٫۵۰ دلار در سال ثبت نام کردند. کالج زنان فورت وین توسط کلیسای متدیست به عنوان یک مدرسه تماماً زنانه تأسیس شد. در سال ۱۸۵۰، کالج زنان فورت وین شروع به پذیرش مردان به صورت آموزش مختلط کرد و نام خود را به کالج فورت وین تغییر داد.
در سال ۱۸۹۰، کالج فورت وین امکانات قبلی کالج پزشکی فورت وین را که پس از ادغام کالج پزشکی فورت وین با کالج ایندیانا آسبری، خالی شدند را به دست آورد. پس از این اتفاق، کالج فورت وین به افتخار اسقف ویلیام تیلور نام خود را به دانشگاه تیلور تغییر داد. پردیس اصلی دانشگاه تیلور در خیابان کالج در فورت وین بود.